# Tramlijn 1 (Utrecht)

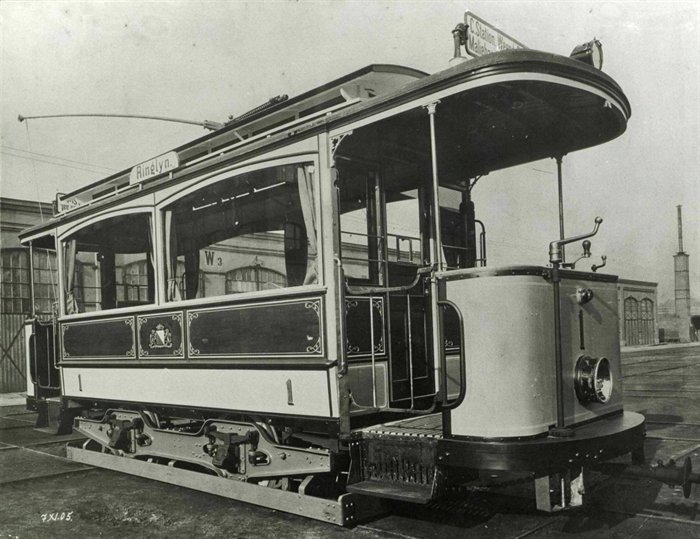
Een motorwagen van lijn 1.

Tramlijn 1 is een voormalige tramlijn van de Gemeentetram Utrecht. Het eerste gedeelte van de lijn werd geopend op 20 juni 1906. Het laatste gedeelte van de tramlijn werd opgeheven op 15 juni 1937. De lijn werd aangelegd als ringlijn, voornamelijk over de Utrechtse singels. Om ruimte te scheppen voor de aanleg diende veel groen te wijken langs de singels. Van de tramlijn resteert vandaag de dag nog een monumentaal wachthuisje aan het Ledig Erf.

## Materieel
Voor deze lijn werden door de gemeente Utrecht een twintigtal trams besteld bij MAN (serie 1 - 20). Deze werden vertraagd afgeleverd door staking bij MAN in Neurenberg. Slechts 28 pk en een radstand van 1,7 meter. 16 zitplaatsen en open balkons. De eerste wagens werden voor april 1906 afgeleverd. De 1 - 8 werden in 1926 verbouwd tot bijwagen. In 1937 werden de wagens gesloopt op het Vaaltterrein.

## Routewijzigingen[2]
| Datum          | Kenmerk            | Route |
| -------------- | ------------------ | --- |
| 20 juni 1906   | Ingebruikname      | Stationsplein - Moreelselaan - Moreelselaan - Catharijnesingel - Tolsteegsingel - Ledig Erf - Tolsteegsingel - Maliesingel - Wittevrouwensingel |
| 5 juli 1906    | Verlenging         | Stationsplein - Moreelselaan - Moreelselaan - Catharijnesingel - Tolsteegsingel - Ledig Erf - Tolsteegsingel - Maliesingel - Wittevrouwensingel - Weerdsingel - Koekoekstraat - Adelaarstraat - Kaatstraat - Herenweg - Doornbosstraat/Singelstraat - Weerdsingel - Catharijnesingel - Leidseweg - Stationsplein |
| 2 januari 1933 | Routewijziging     | Stationsplein - Moreelselaan - Moreelselaan - Catharijnesingel - Tolsteegsingel - Ledig Erf - Tolsteegsingel - Maliesingel - Wittevrouwensingel - Wittevrouwenstraat - Voorstraat - Potterstraat - Lange Viestraat - Vredenburg - Leidseweg - Stationsplein                                                      |
| 5 maart 1933   | Herstel oude route | Stationsplein - Moreelselaan - Moreelselaan - Catharijnesingel - Tolsteegsingel - Ledig Erf - Tolsteegsingel - Maliesingel - Wittevrouwensingel - Weerdsingel - Koekoekstraat - Adelaarstraat - Kaatstraat - Herenweg - Doornbosstraat/Singelstraat - Weerdsingel - Catharijnesingel - Leidseweg - Stationsplein |
| 15 juni 1937   | Opheffing          | |

## Reizigersaantallen[3]
| Jaar | Reizigers/jaar (miljoen) |
| ---- | ------------------------ |
| 1922 | 26                       |
| 1933 | 16,5                     |